# 163-я улица — Амстердам-авеню (линия Восьмой авеню, Ай-эн-ди)
|   |   |   |   |
| · | · | · | · |

|   |   |   |   |
| · | · | · | · |

«163-я улица — Амстердам-авеню» (англ. 163rd Street–Amsterdam Avenue) — станция Нью-Йоркского метрополитена, расположенная на линии Восьмой авеню, Ай-эн-ди. Станция находится в Манхэттене, в районе Вашингтон-Хайтс, на пересечении 163-й улицы с Сент-Николас-авеню. На станции останавливаются маршруты A (ночью) и C (круглосуточно, кроме ночи). Экспресс-пути, проходящие под станцией, используются маршрутом A (круглосуточно, кроме ночи). Открыта 10 сентября 1932 года, вместе с другими станциями линии Восьмой авеню (за исключением трёх самых южных, открытых несколько позже).
Станция представляет собой две боковые платформы, расположенные по разные стороны от локальных путей. Имеются мозаики с названием станции, помимо этого на колоннах висят стандартные чёрные таблички с белым названием.
Мезонин и турникетные залы расположены таким образом, что у пассажиров нет возможности перейти с одной платформы на другую без повторной оплаты проезда. Имеются два выхода к 161-й и 163-й улицам. Мезонин тянется по всей длине станции.
Севернее станции два двухпутных уровня объединяются в один четырёхпутный, причём не совсем стандартым образом: локальные пути являются центральными, а экспресс-пути внешними. Обычно делается наоборот. Такое размещение путей было введено, чтобы обеспечить поездам C оборот (следующая станция для них конечная), используя перекрёстный съезд. В противном случае оборот бы сильно затруднялся, поскольку поезда A идут дальше до Инвуда.

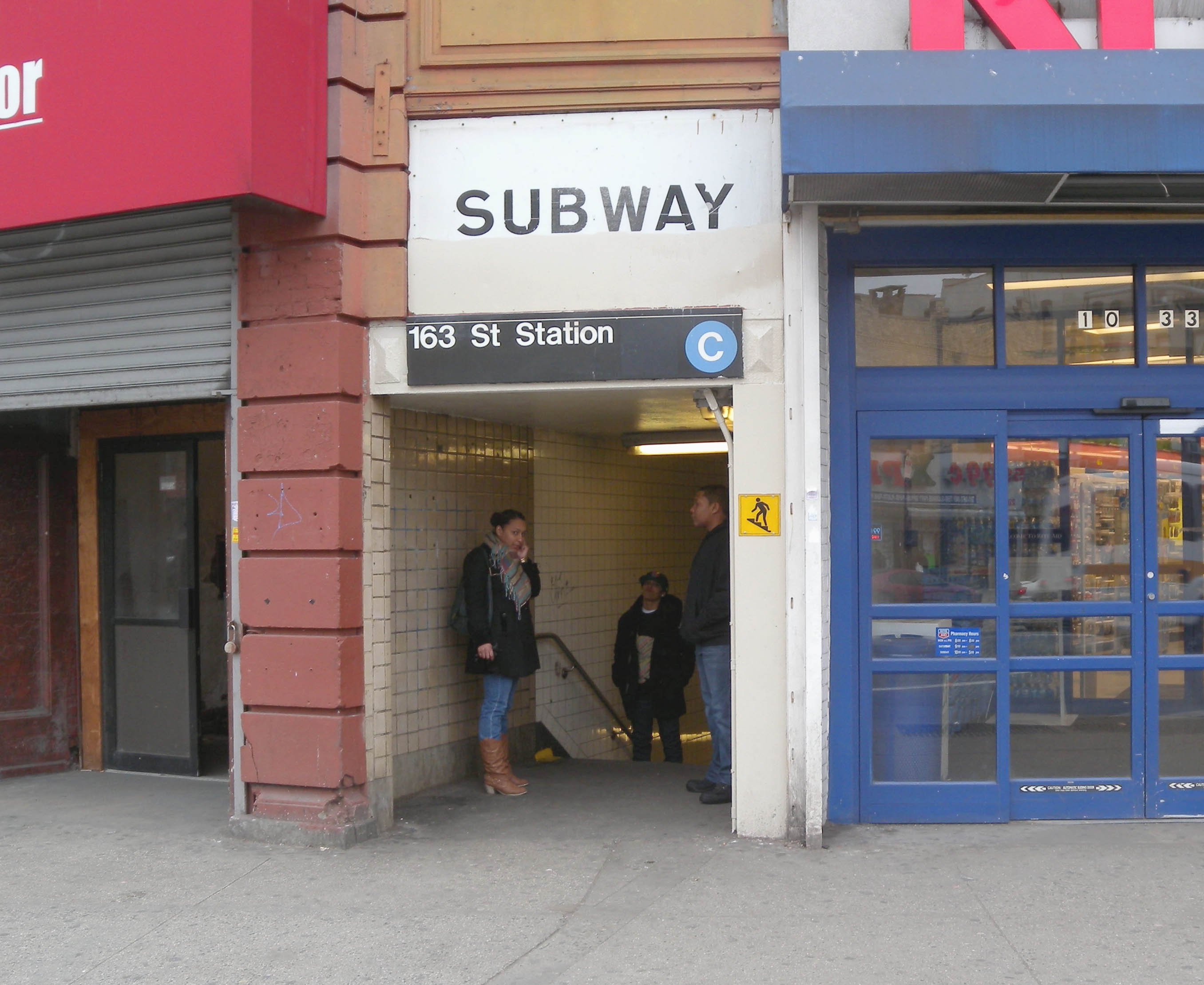
Вход на станцию